# Đất liền

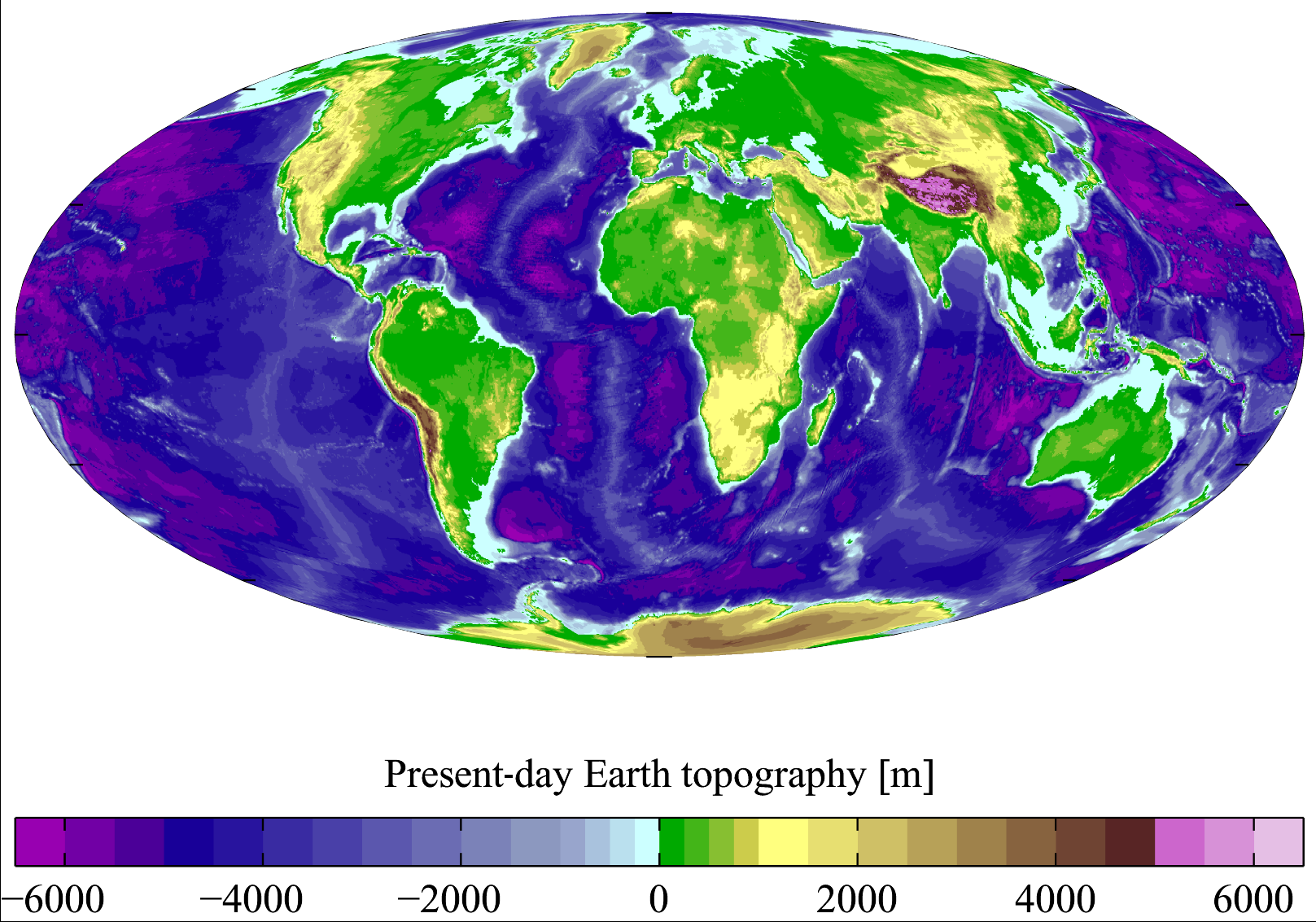
Bản đồ hiển thị các khu vực đất của Trái đất, có màu xanh lục vàng.

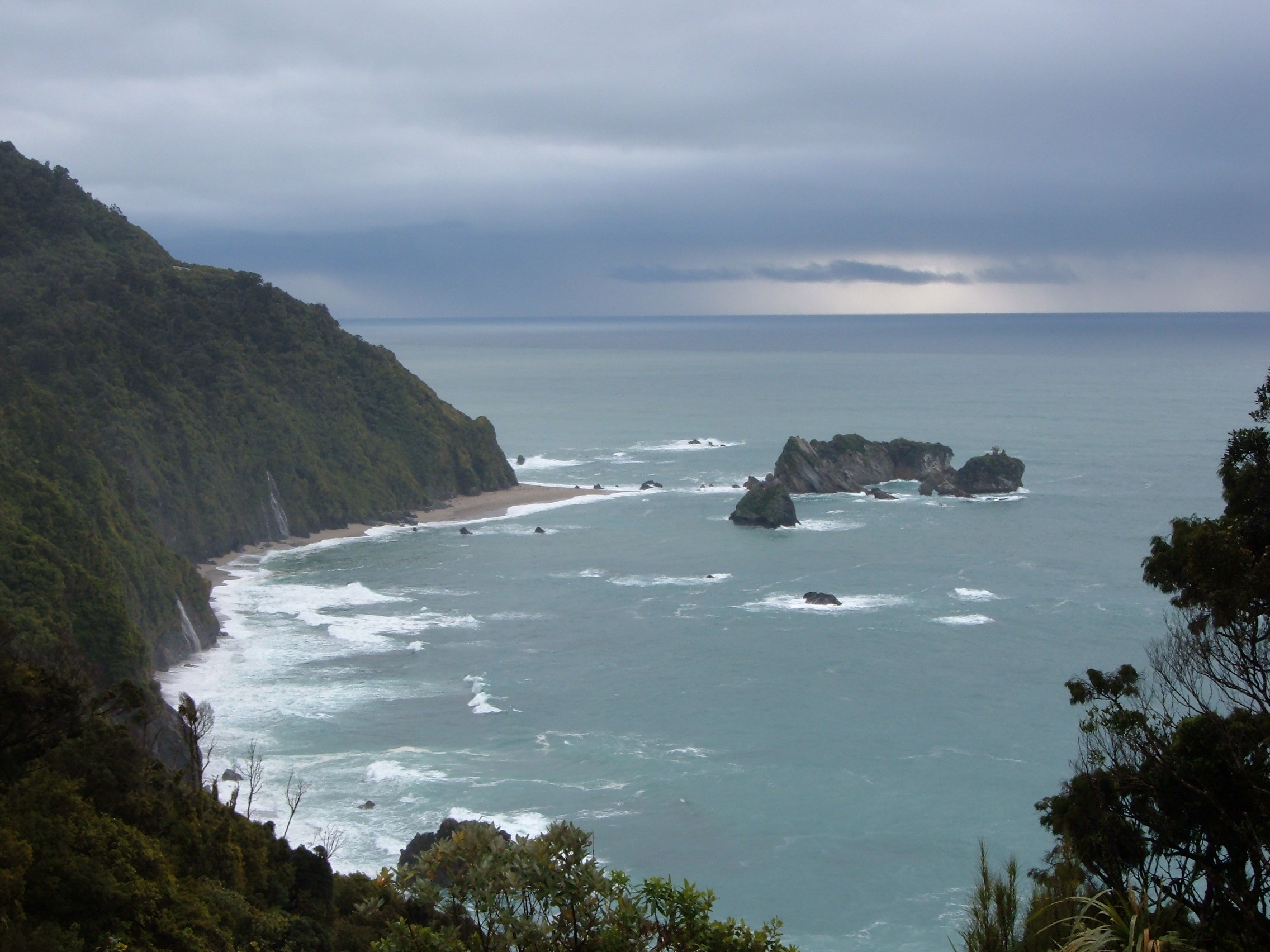
Đường bờ biển gồ ghề của Knight's Point, New Zealand.

Đất, đôi khi được gọi là đất liền hay mặt đất, là bề mặt rắn của Trái Đất không bị nước bao phủ.  Phần lớn hoạt động của con người trong suốt lịch sử đã xảy ra ở những vùng đất hỗ trợ nông nghiệp, môi trường sống và các nguồn tài nguyên thiên nhiên khác nhau.  Một số dạng sống (bao gồm cả thực vật trên cạn và động vật trên cạn) đã phát triển từ các loài tiền thân sống trong các vùng nước.
Các khu vực nơi đất gặp nước lớn được gọi là vùng ven biển.  Sự phân chia giữa đất và nước là một khái niệm cơ bản đối với con người.  Việc phân định ranh giới giữa đất và nước có thể khác nhau tùy theo thẩm quyền địa phương và các yếu tố khác.  Một ranh giới hàng hải là một ví dụ về phân định chính trị.  Một loạt các ranh giới tự nhiên tồn tại để giúp xác định rõ nơi nước gặp đất.  Địa hình đá rắn dễ phân định ranh giới hơn so với ranh giới đầm lầy hoặc đầm lầy, nơi không có điểm rõ ràng nơi đất kết thúc và một vùng nước đã bắt đầu.  Phân giới có thể thay đổi hơn nữa do thủy triều và thời tiết.

## Từ nguyên và thuật ngữ
Từ 'đất' có nguồn gốc từ đất Trong ngôn ngữ của người dân phần trung tâm vương quốc anh, lond và tiếng Anh đất, lond (“Trái Đất, đất liền, đất trồng, mặt đất; định nghĩa mảnh đất, lãnh thổ, lĩnh vực, tỉnh, huyện; hạ cánh bất động sản; đất nước (không thị trấn); sườn núi trên một cánh đồng cày nát), từ Proto-Germanic * đấtą (đất Land,) và từ Proto-Indo-European * lendʰ- (đất vùng, bá đạo).  Cùng nguồn gốc với Scots đất (“đất”), Tây lân Frisian (“đất”), đất Hà Lan (“đất”), đất Đức (“đất, nước, nhà nước”), đất Thụy Điển (“đất, nước, bờ, lãnh thổ Mùi), đất Iceland (đất liền).  Các nhận thức không phải của người Đức bao gồm lann Ailen cổ (Tiếng Heath, tiếng Wales), tiếng Wales bao vây), tiếng Bret lann (tiếng bá đạo), tiếng Old Church Slavonic lęd® từ Proto-Slavic * lanner (Sức khỏe bá đạo, đồng cỏ,) từ lëndë (vấn đề, chất chất).
Một vùng đất liên tục được bao quanh bởi đại dương được gọi là "vùng đất".  Mặc dù nó có thể được viết thường xuyên nhất dưới dạng một từ để phân biệt với cách sử dụng " khối lượng đất " sử dụng thước đo diện tích đất.  Landmasses bao gồm siêu lục địa, lục địa và hải đảo.  Có bốn vùng đất lớn liên tục trên Trái Đất: Afro-Eurasia, Châu Mỹ, Nam Cực và Úc.  Đất, có khả năng được cày xới và sử dụng để trồng trọt, được gọi là đất trồng trọt.  Một quốc gia hoặc khu vực có thể được gọi là quê hương, quê hương hoặc quê hương của người dân.  Nhiều quốc gia và những nơi khác có tên kết hợp -land (ví dụ:  New Zealand).

## Lịch sử đất đai trên Trái Đất

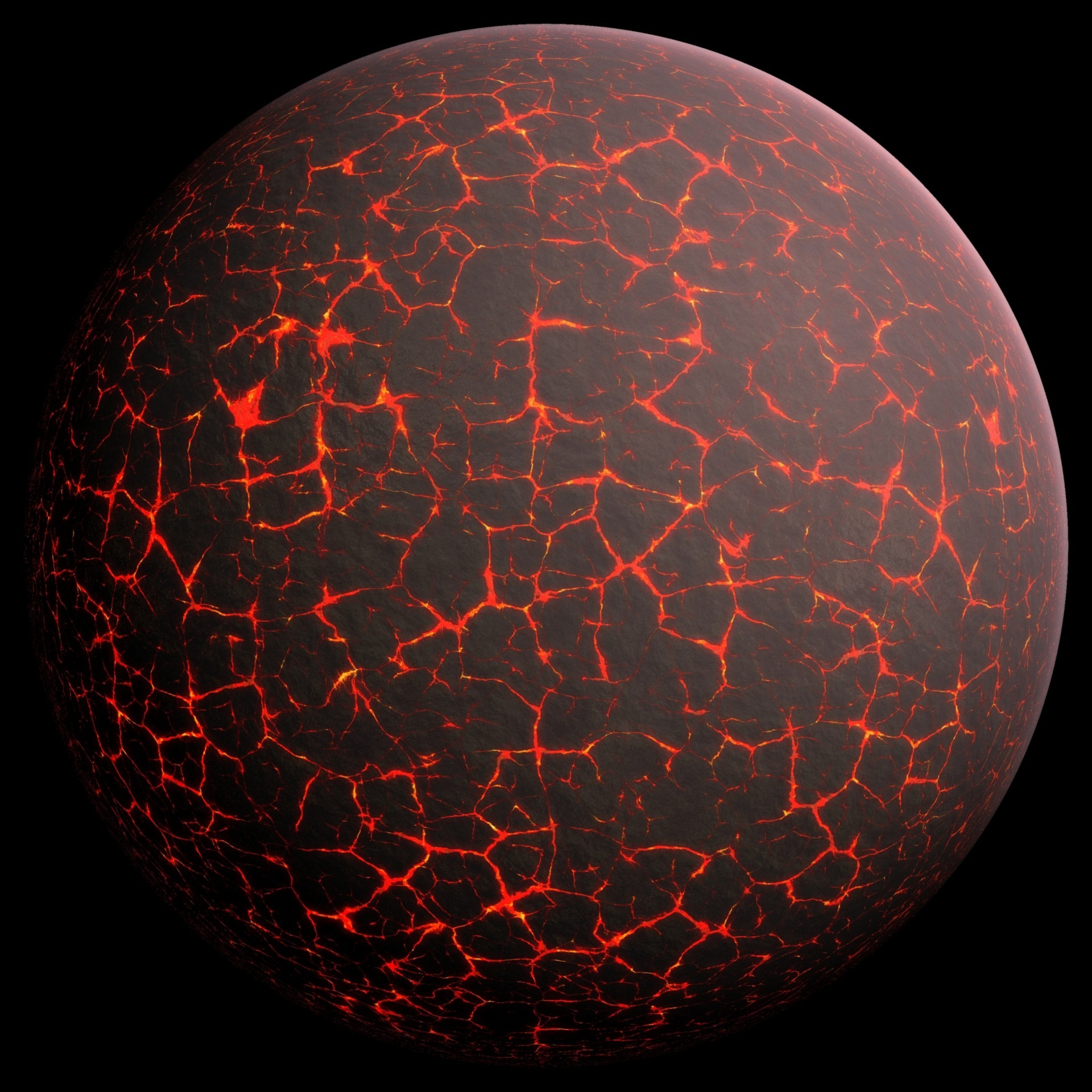
Quan niệm của nghệ sĩ về Trái Đất Hadean Eon.

Một hình ảnh động cho thấy sự chuyển động của các lục địa từ sự chia tách của Pangea cho đến ngày nay.

Vật liệu sớm nhất được tìm thấy trong Hệ mặt trời có niên đại là 45672±00006 (tỷ năm trước); do đó, chính Trái Đất phải được hình thành bằng cách bồi đắp vào khoảng thời gian này.  Đến 454±004, Trái Đất nguyên thủy đã hình thành.  Sự hình thành và tiến hóa của các hành tinh trong Hệ Mặt Trời xảy ra song song với Mặt trời.  Về lý thuyết, một tinh vân mặt trời phân chia một khối lượng ra khỏi đám mây phân tử bằng sự sụp đổ lực hấp dẫn, nó bắt đầu quay tròn và làm phẳng thành một đĩa hoàn cảnh, sau đó các hành tinh phát triển song song với ngôi sao.  Một tinh vân chứa khí, hạt băng và bụi (bao gồm cả các hạt nhân nguyên thủy).  Trong lý thuyết tinh vân, vi thể hành tinh bắt đầu hình thành như hạt vấn đề tích lũy bởi vón cục gắn kết và sau đó bởi lực hấp dẫn.  Việc lắp ráp Trái Đất nguyên thủy đã tiến hành cho 10 20 
Bầu khí quyển và đại dương của Trái Đất được hình thành do hoạt động của núi lửa và sự bùng phát bao gồm hơi nước.  Nguồn gốc của các đại dương trên thế giới là sự ngưng tụ được tăng cường bởi nước và băng được phân phối bởi các tiểu hành tinh, hành tinh nguyên sinh và sao chổi.  Trong mô hình này, " khí nhà kính " trong khí quyển giữ cho các đại dương không bị đóng băng trong khi Mặt trời mới hình thành chỉ ở mức độ sáng 70%.  Đến 35, từ trường của Trái Đất được thành lập, giúp ngăn không khí bị gió mặt trời lấy đi.  Bầu khí quyển và đại dương của Trái Đất liên tục định hình vùng đất bằng cách xói mòn và vận chuyển chất rắn trên bề mặt.
Lớp vỏ, hiện đang hình thành phần đất mặt trên bề mặt Trái Đất, được tạo ra khi lớp ngoài nóng chảy của hành tinh Trái Đất nguội đi tạo thành một khối rắn khi hơi nước tích tụ bắt đầu hoạt động trong khí quyển.  Khi đất đai có khả năng hỗ trợ sự sống, đa dạng sinh học đã phát triển qua hàng trăm triệu năm, mở rộng liên tục trừ khi bị chấm dứt bởi sự tuyệt chủng hàng loạt.
Hai mô hình  giải thích khối lượng đất đề xuất tăng trưởng ổn định cho các dạng ngày nay  hoặc, nhiều khả năng, tăng trưởng nhanh  sớm trong lịch sử Trái Đất  tiếp theo là lục địa ổn định lâu dài khu vực.  Các lục địa được hình thành bởi kiến tạo mảng, một quá trình cuối cùng được thúc đẩy bởi sự mất nhiệt liên tục từ bên trong Trái Đất.  Theo quy mô thời gian kéo dài hàng trăm triệu năm, các siêu lục địa đã hình thành và phá vỡ ba lần.  Khoảng 750 (triệu năm trước), một trong những siêu lục địa được biết đến sớm nhất, Rodinia, bắt đầu tan vỡ.  Các lục địa sau đó được kết hợp lại để tạo thành Pannotia, 600 540, cuối cùng là Pangea, cũng đã phá vỡ 180 

## Khu vực
"Diện tích đất" (hay còn gọi là "quỹ đất") đề cập đến tổng diện tích bề mặt của vùng đất của một địa lý khu vực hoặc nước (trong đó có thể bao gồm các phần không liên tục của đất như đảo).  Trái Đất tổng đối phẳng 's (phẳng) diện tích đất khoảng 148.939.063.133 km2 (5,7505693767×1010 dặm vuông Anh)         chiếm khoảng 29,2% tổng bề mặt của nó.  Tuy nhiên, khi địa hình và lớp đất mặt được xác định, diện tích bề mặt địa hình thực tế - tiếp xúc với Mặt trời, không khí và mưa - xấp xỉ gấp bốn lần .  Nước bao phủ khoảng 70,8% bề mặt Trái Đất, chủ yếu ở dạng đại dương và băng; nhưng tỷ lệ này bị giảm bởi địa hình gia tăng của đất.

## Lớp che phủ
"Lớp phủ đất" là vật chất vật lý ở bề mặt Trái Đất. 
| Mã FAO | loại                                                                   | 1992     | 2001     | 2015        | chia sẻ năm 2015 | thay đổi từ năm 1992 | chú thích    |
| ------ | ---------------------------------------------------------------------- | -------- | -------- | ----------- | ---------------- | -------------------- | ------------ |
| [6970] | Bề mặt nhân tạo (bao gồm đô thị và các khu vực liên quan)              | 26.04    | 34,33    | 55,40       | 0,37%            | 29,35                |              |
| [6971] | Cây thân thảo                                                          | 1.716,22 | 1.749,58 | 1.712,15    | 11,50%           | -4.06                | Đất canh tác |
| [6972] | Cây thân gỗ                                                            | 162,86   | 181,32   | 199,90      | 1,34%            | 37,04                | Đất canh tác |
| [6973] | Cây trồng nhiều lớp hoặc nhiều lớp                                     |          |          |             |                  |                      | Đất canh tác |
| [6974] | Khu vực phủ đầy cây                                                    | 4.434,92 | 4.393,70 | 4.335,00    | 29,11%           | -99,93               | giảm lớn     |
| [6975] | Rừng ngập mặn                                                          | 18,06    | 18,39    | 18,74       | 0,13%            | 0,67                 |              |
| [6976] | Khu vực phủ bụi                                                        | 1.685,00 | 1.669,65 | 1.627,34    | 10,93%           | -57,66               | giảm lớn     |
| [6977] | Cây bụi và/hoặc thảm thực vật, thủy sinh hoặc thường xuyên bị ngập lụt | 202,61   | 194,77   | 185,39      | 1,24%            | -17,23               |              |
| [6978] | Khu vực thực vật tự nhiên thưa thớt                                    | 891,78   | 878,69   | 868,07      | 5,83%            | -23,71               |              |
| [6979] | Đất cằn cỗi                                                            | 2.001,25 | 2.000,87 | 1.884,00    | 12,65%           | -117,25              | giảm lớn     |
| [6980] | Tuyết và băng vĩnh cửu                                                 | 78,59    | 84,32    | 84,29       | 0,57%            | 5,70                 |              |
| [6981] | Vùng nước nội địa                                                      | 432,60   | 435,00   | 444,57      | 2,98%            | 11,97                |              |
| [6982] | Vùng nước ven biển và khu vực ngập triều                               |          |          |             |                  |                      |              |
| [6983] | Đồng cỏ                                                                | 1.793,65 | 1.806,50 | 1,801,14    | 12,09%           | 7,50                 |              |
|        | Tổng khối lượng đất                                                    |          |          | 14.893,91 * | 100%             |                      |              |

- Địa hình và lớp đất mặt tăng tổng diện tích che phủ lên khoảng 64.000 triệu ha (64 Gha) nhưng tỷ lệ vẫn giữ nguyên [18]

## Quan điểm tôn giáo
Thần thoại sáng tạo trong nhiều tôn giáo nhớ lại một câu chuyện liên quan đến việc tạo ra thế giới bởi một vị thần hoặc vị thần siêu nhiên, bao gồm các tài khoản trong đó vùng đất được tách ra khỏi đại dương và không khí. Bản thân Trái Đất thường được nhân cách hóa như một vị thần, đặc biệt là một nữ thần (Địa mẫu). Trong nhiều nền văn hóa, nữ thần mẹ (Mẫu thần) cũng được miêu tả là một vị thần sinh sản. Đối với người Aztec, Trái Đất được gọi là Tonantzin - "mẹ của chúng tôi"; đối với người Inca, Trái Đất được gọi là Pachamama nghĩa là "đất mẹ". Địa mẫu Trung Quốc là Hậu Thổ tương tự như Gaia, nữ thần Hy Lạp nhân cách hóa Trái Đất. Bhuma Devi là nữ thần Trái Đất trong Ấn Độ giáo, chịu ảnh hưởng của Graha.  Trong thần thoại Bắc Âu, người khổng lồ Trái Đất Jorð là mẹ của Thor và con gái của Annar.  Thần thoại Ai Cập cổ đại khác với các nền văn hóa khác vì Trái Đất (Geb) là nam và bầu trời (Nut) là nữ. Trong tín ngưỡng dân gian của người Việt thì Diêu Trì Địa Mẫu là địa mẫu.
Trong quá khứ, có nhiều quan niệm khác nhau về một Trái Đất phẳng. Quan niệm của người Do Thái về một Trái Đất phẳng được tìm thấy trong cả thời kỳ Kinh thánh và hậu kinh thánh.     

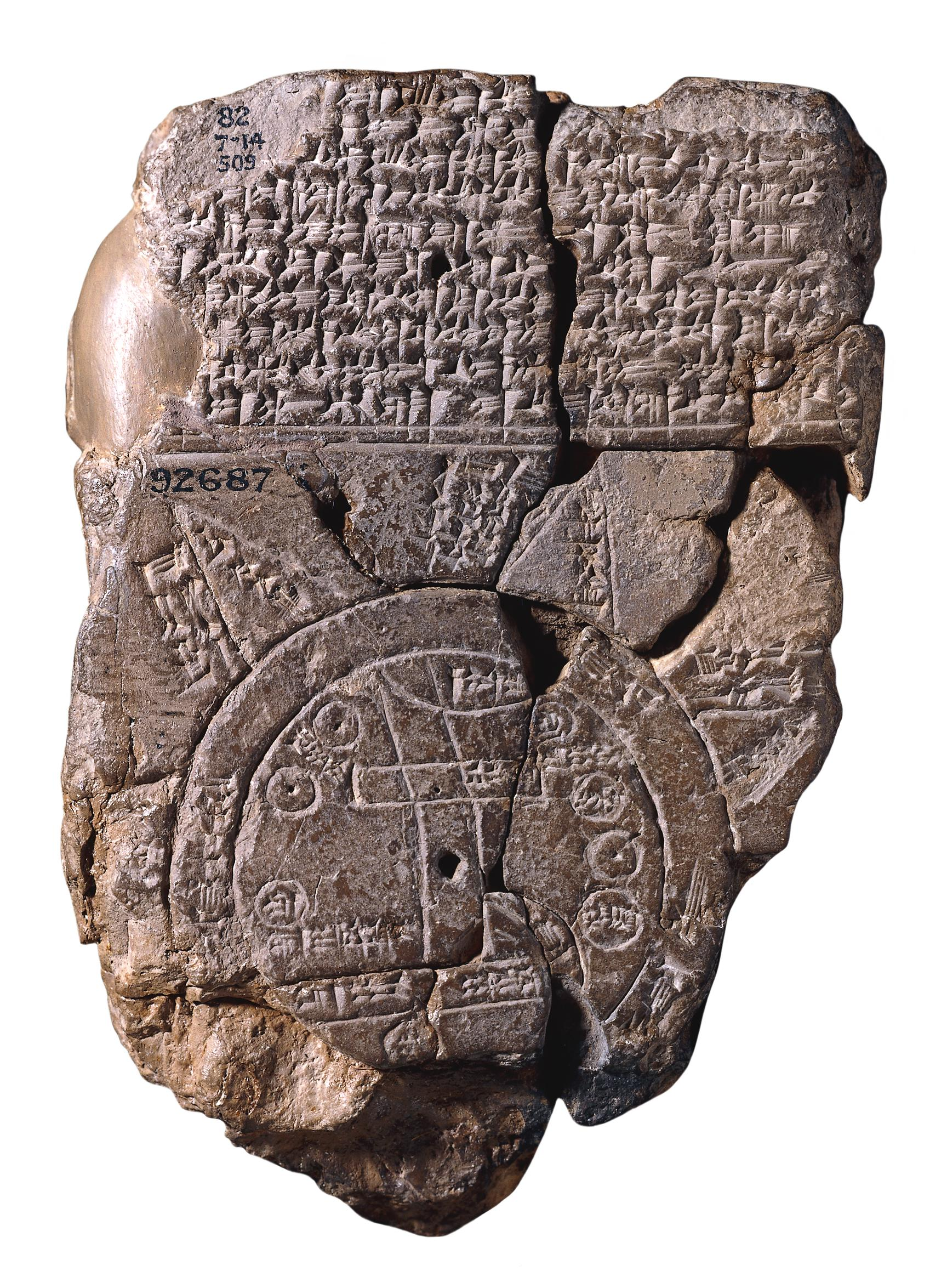
Bản đồ Imago Mundi Babylon, bản đồ thế giới lâu đời nhất được biết đến, thế kỷ thứ 6 trước Công nguyên Babylonia.

Trong tư tưởng Ai Cập đầu tiên và Mesopotamian, thế giới được miêu tả như một chiếc đĩa phẳng trôi nổi trong đại dương.  Vũ trụ Ai Cập được hình dung như một hộp hình chữ nhật với hướng bắc-nam và có bề mặt hơi lõm, với Ai Cập ở trung tâm.  Một mô hình tương tự được tìm thấy trong tài khoản Homeric của thế kỷ thứ 8 trước Công nguyên, trong đó "Okeanos, cơ thể được nhân cách hóa của nước bao quanh bề mặt tròn của Trái Đất, là người bắt đầu của mọi sự sống và có thể của tất cả các vị thần."  Trái Đất trong Kinh thánh là một đĩa phẳng nổi trên mặt nước. Các văn bản Kim tự tháp và văn bản Coffin tiết lộ rằng người Ai Cập cổ đại tin rằng Nun (đại dương) là một cơ thể hình tròn bao quanh nbwt (một thuật ngữ có nghĩa là "vùng đất khô" hoặc "đảo"), và do đó tin vào một vũ trụ Trái Đất hình tròn gần Đông bằng nước.
Hình dạng hình cầu của Trái Đất được đề xuất bởi các nhà triết học Hy Lạp đầu tiên, một niềm tin được tán thành bởi Pythagoras. Trái với niềm tin phổ biến, hầu hết mọi người trong thời Trung cổ đều không tin Trái Đất phẳng: quan niệm sai lầm này thường được gọi là " Huyền thoại về Trái Đất phẳng". Bằng chứng là các nhà tư tưởng như Thomas Aquinas, niềm tin của châu Âu vào một Trái Đất hình cầu đã lan rộng vào thời điểm này. Trước khi đi vòng quanh hành tinh và giới thiệu chuyến bay vào vũ trụ, niềm tin vào Trái Đất hình cầu dựa trên các quan sát về tác động thứ cấp của hình dạng Trái Đất và tương đồng với hình dạng của các hành tinh khác.

## Phần đất bên ngoài Trái Đất
Hầu hết các hành tinh được con người biết đến là hành tinh Jovian khí hoặc hành tinh rắn trên mặt đất.  Các hành tinh trên mặt đất bao gồm Sao Thủy, Sao Kim, Trái Đất và Sao Hỏa.  Những hành tinh bên trong này có bề mặt đá với Thành phần là kim loại.  Các hành tinh Jovian bao gồm Sao Mộc, Sao Thổ, Sao Thiên Vương và Sao Hải Vương.  Trong khi những hành tinh này lớn hơn, bề mặt đất duy nhất của chúng là một lõi đá nhỏ được bao quanh bởi một bầu không khí rộng lớn, dày đặc.  Những người khổng lồ khí, Sao Mộc và Sao Thổ, được cho là có các lớp bề mặt gồm hydro lỏng chứ không phải đất rắn; tuy nhiên, địa chất hành tinh của họ không được hiểu rõ.  Khả năng Thiên vương tinh và Hải vương tinh (người khổng lồ băng) sở hữu nước nóng, siêu nén, siêu tới hạn dưới bầu khí quyển dày của chúng đã được đưa ra giả thuyết.  Trong khi thành phần của chúng vẫn chưa được hiểu đầy đủ, một nghiên cứu năm 2006 của Wiktorowicz et al. loại trừ khả năng một "đại dương" nước như vậy tồn tại trên sao Hải Vương, mặc dù một số nghiên cứu cho rằng đại dương kỳ lạ của kim cương lỏng là có thể.  Toàn bộ bề mặt của một hành tinh đá hoặc mặt trăng được coi là đất liền, thậm chí thiếu biển hoặc đại dương để tương phản.  Các hành tinh có bầu khí quyển mỏng thường có đất được đánh dấu bằng các miệng hố va chạm vì điều kiện khí quyển thường sẽ phá vỡ các vật thể đến và làm xói mòn các vị trí va chạm thô.  Đất trên các cơ quan hành tinh khác ngoài Trái Đất cũng có thể được mua và bán mặc dù quyền sở hữu bất động sản ngoài Trái Đất không được công nhận bởi bất kỳ cơ quan nào.

## Đất đai và khí hậu
Vùng đất của Trái Đất tương tác và ảnh hưởng rất lớn đến khí hậu do bề mặt đất nóng lên và nguội đi nhanh hơn không khí hoặc nước. Vĩ độ, độ cao, địa hình, độ phản xạ và sử dụng đất đều có những ảnh hưởng khác nhau.  Vĩ độ của vùng đất sẽ ảnh hưởng đến lượng bức xạ mặt trời tới bề mặt.  Vĩ độ cao nhận được ít bức xạ mặt trời hơn vĩ độ thấp.  Chiều cao của đất rất quan trọng trong việc tạo và biến đổi luồng không khí và lượng mưa trên Trái Đất.  Các địa hình lớn, chẳng hạn như các dãy núi, chuyển hướng năng lượng gió và làm cho không khí ít đặc hơn và có thể giữ nhiệt ít hơn.  Khi không khí tăng lên, hiệu ứng làm mát này gây ra ngưng tụ và kết tủa.
Độ phản xạ của Trái Đất được gọi là albedo hành tinh và loại lớp phủ nhận năng lượng từ mặt trời ảnh hưởng đến lượng năng lượng được phản xạ hoặc chuyển đến Trái Đất. Thảm thực vật có suất phản chiếu tương đối thấp có nghĩa là bề mặt thực vật là nơi hấp thụ tốt năng lượng của mặt trời.  Rừng có suất phản chiếu là 10 bóng15% trong khi đồng cỏ có suất phản chiếu là 15 cạn20%.  So sánh, các sa mạc cát có suất phản chiếu 25 phút40%.
Việc sử dụng đất của con người cũng đóng một vai trò trong khí hậu khu vực và toàn cầu.  Các thành phố đông dân cư ấm hơn và tạo ra các đảo nhiệt đô thị có ảnh hưởng đến lượng mưa, mây che phủ và nhiệt độ của khu vực.